# Strada statale 697 dell'Aeroporto di Brindisi
La strada statale 697 dell'Aeroporto di Brindisi (SS 697) è una strada statale italiana il cui percorso si snoda interamente in Puglia. Rappresenta il collegamento tra la strada statale 379 Egnazia e delle Terme di Torre Canne nei pressi di Brindisi e l'aeroporto di Brindisi-Casale.

## Storia
L'arteria rappresenta la riunione di due strade costruite ex novo dell'ANAS e definite come segue nel 2005:
- la ex nuova strada ANAS 287 dell'Aeroporto di Brindisi (NSA 287), di lunghezza pari a 1,500 km, che partiva dalla SS 379 in corrispondenza proprio dello svincolo per l'aeroporto e terminava con un innesto sulla SC 10.
- la ex nuova strada ANAS 287 bis dell'Aeroporto di Brindisi (NSA 287 bis), di lunghezza pari a 0,667 km, che partiva dall'innesto con la SC 10 e terminava presso l'aeroporto.

La classificazione attuale è avvenuta col decreto del presidente del Consiglio dei ministri dell'8 luglio 2010 con il seguente itinerario: "Innesto con la S.S. n. 379 presso Brindisi - Innesto con la S.C. n. 10 presso Brindisi" e "Innesto con la S.C. n .10 presso Brindisi - Aeroporto di Brindisi".